# Nedilkove, Bârzula
Nedilkove (în ucraineană Неділкове) este un sat în comuna Savran din raionul Bârzula, regiunea Odesa, Ucraina.

## Demografie
Componența lingvistică a localității Nedilkove
     Ucraineană (96,18%)
     Rusă (2,44%)
     Română (1,22%)
     Alte limbi (0,15%)
Conform recensământului din 2001, majoritatea populației localității Nedilkove era vorbitoare de ucraineană (96,18%), existând în minoritate și vorbitori de rusă (2,44%) și română (1,22%).